# Zoltán Kárpáthy (Roman)
Zoltán Kárpáthy (ungarischer Originaltitel Kárpáthy Zoltán) ist ein Roman des ungarischen Schriftstellers Mór Jókai.  Im Roman werden die politischen und gesellschaftlichen Verhältnisse der beginnenden Reformzeit in Ungarn geschildert, deren strahlendste Vorbilder von den Grafen István Széchenyi und Miklós Wesselényi verkörpert werden. Sie sind die Bannerträger neuer Reformen, die dem damals agrarwirtschaftlichen und rückständigen Ungarn eine bessere Zukunft verheißen sollen.

## Entstehungsgeschichte und historischer Hintergrund
Der Roman Zoltán Kárpáthy, im Jahre 1854 entstanden, gehört zu den Frühwerken von Mór Jókai. Er ist die unmittelbare Fortsetzung des ein Jahr zuvor entstandenen Romans Ein ungarischer Nabob, welcher durch Veröffentlichung in Tageszeitungen der damaligen Zeit dem ungarischen Leser hinreichend bekannt war.
Es ist auch die Zeit der nationalen Erweckungsbewegung in Ungarn. Gleich zu Beginn des Romans wird die historisch-konkrete Szene der Eröffnung des Ungarischen Nationaltheaters im Jahre 1837 in Pest ausführlich geschildert und geschickt in den Roman eingebettet.
Eine ausführliche Beschreibung wird dem verheerenden historischen Donauhochwasser des Jahres 1838 in Pest gewidmet, welches eines der bedeutendsten Hochwasser in der Geschichte Ungarns war. Jókai schreibt in seiner Nachbemerkung zum Roman am 23. Dezember 1854 darüber: „Bei den Szenen des Pester Hochwassers verweilte ich ein bißchen länger, als dies die Einheit des Gegenstandes verlangt hätte. Aber ich muß es mir verzeihen und hoffe, daß es mir meine Leser auch verzeihen, wenn ich dieser großartigen Szene, die für uns so viel Lehren enthält, etwas mehr Raum widmete. Die dort angeführten Dinge sind alle historisch, und in unserer jüngsten Vergangenheit gibt es kaum ein schöneres und tröstlicheres Ereignis als das, daß sich die nahezu vernichtete Hauptstadt unseres Landes aus dem Nichts wieder erhoben hat und schöner, größer und blühender geworden ist als je zuvor.“ (deutsche Übersetzung Georg Harmat)

## Inhaltsübersicht

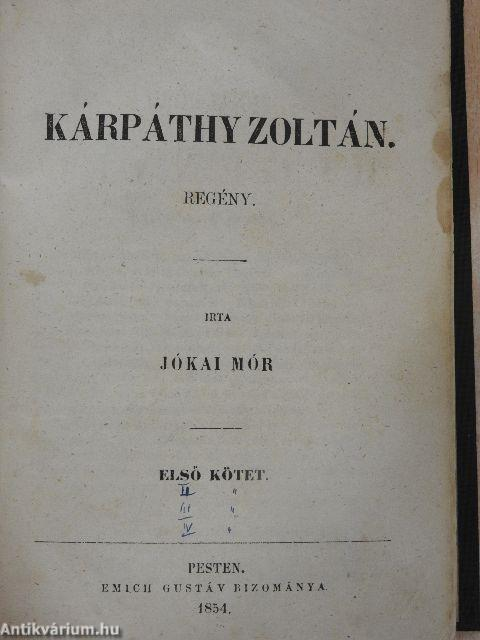
Titel der ungarischen Erstausgabe, 1854

Der minderjährige Adlige Zoltán Kárpáthy, Sohn des verstorbenen János Karpáthy, wird bei dem Freund der Familie Kárpáthy, dem Grafen Rudolf Szentirmay, als Vollwaise erzogen und soll, wenn er großjährig ist, das riesige Familienvermögen übernehmen. Zoltán ist ein Idealist und tritt wie sein Pflegevater für umfangreiche Reformen in Ungarn ein; er beabsichtigt, später große Teile seines Vermögens dafür einzusetzen, wirtschaftliche Neuerungen in Ungarn einzuführen. Er wohnt auf dem Landgut der Szentirmays und verliebt sich in die Tochter des Hauses Katinka Szentirmay. Zoltáns Widersacher, der inzwischen heruntergekommene Abellino Kárpáthy, der einflussreiche Gerichtsrat Daniel von Köcserepy und dessen Winkeladvokat Herr Maszlaczky versuchen auch weiterhin, das Kárpáthy-Vermögen an sich zu reißen. Sie streuen ein unehrenhaftes böses Gerücht in die Welt, wonach Zoltán Kárpáthy eigentlich Szentirmays Sohn wäre, weil dieser eine außereheliche Liebesbeziehung mit Zoltáns Mutter und Herrn János’ junger Ehefrau, der unglücklichen Fanny Mayer, gehabt haben soll. Der Winkeladvokat Maszlaczky nutzt dieses Gerücht aus und so kommt es, dass Zoltán sein ganzes Vermögen verliert. Die Feinde von Zoltán gehen so weit, dass sie einen übel beleumundeten Duellanten Namens Dabroni – der in Buch als Spadassin bezeichnet wird – anstiften, den jungen Kárpáthy sowie Szentirmay mit Provokationen während der Sitzungen des ungarischen Reichstages in Preßburg herauszufordern, mit dem Ziel, Zoltán umzubringen. Graf Rudolf Szentirmay wird in dem Duell mit Spadassin erschossen, zu einem Duell zwischen Dabroni und Zoltán kommt es nicht mehr, da Miklós Wesselényi den Spadassin kampfunfähig schlägt.
Vilma, die Tochter von Zoltáns größtem Feind Daniel von Köcserepy ist es, die sich bei ihrem Vater für Zoltán einsetzt. Vilma empfindet zu Zoltán eine heimliche, von Zoltán nicht erwiderte, Liebe. Sie erwirkt trotzdem, dass Köcserepy sich bereit erklärt, die usurpierten Güter von Kárpátfalva an Zoltán zurückzugeben. Jókai schreibt in seinem Nachwort darüber: „Neben dem Romanhelden wächst eine weibliche Gestalt zum Leitcharakter hervor: die Gestalt Vilmas. Ich glaube, auch der Leser empfindet dieser Gestalt gegenüber die größte Sympathie, genau wie ich, und doch verschwindet sie, wird sie am Schluss des Romans geopfert. Wo bleibt da die Gerechtigkeit des Dichters? [...] So verstanden tritt an die Stelle der dichterischen Gerechtigkeit die dichterische Notwendigkeit. Die liebsten Gestalten leiden und sterben, nicht deshalb, weil sie es verdient haben, auch nicht aus der Laune des Schicksals oder aus Laune des Dichters heraus, sondern aus der Zwangsläufigkeit der Idee, die sie als Werkzeuge gewählt hat.“
Und als Vilma im Sterben liegt besucht sie Zoltán mit seiner Braut Katinka am Sterbebett. Zoltán Kárpáthy heiratet Katinka Szentirmay.

## Deutsche Übersetzungen
Die erste deutsche Übersetzung, von Eduard Glatz, erschien 1860 im Pester Verlag Gustav Emich.
Eine weitere Ausgabe erschien im Paul List Verlag 1975 in Leipzig. Ein Nachdruck dieser Ausgabe erschien im Verlag Neues Leben in Berlin 1983. Die Übersetzung dieser Ausgabe stammt von Georg Harmat; das Nachwort zu dieser Ausgabe schrieb Paul Kárpáti.

## Film
Der Roman wurde 1966 in Ungarn unter der Regie von Zoltán Várkonyi verfilmt. Der Film hat den deutschen Titel Die Vergeltung. In den einzelnen Hauptrollen wirkten die namhaftesten Schauspieler Ungarns der damaligen Zeit mit: Zoltán Latinovics (als Rudolf Szentirmay), Éva Rutkai (Flóra Szentirmay), Iván Darvas (Abellino Kárpáthy), István Kovács (* 7. Mai 1944 in Budapest; als Zoltán Kárpáthy), Vera Venczel (* 10. März 1946 in Budapest, † 22. Oktober 2021 ebd.; als Katinka), Judith Halász (* 7. Oktober 1942 in Budapest; als Vilma).